# Список умерших в 587 году

## Май
- 21 мая — Император Ёмэй, 31-й император Японии (585—587).

## Август
- 13 августа — Радегунда, королева франков, жена Хлотаря I, святая.

## Дата смерти неизвестна или требует уточнения
- Анахобэ, сын императора Ямато Киммэя.
- Бага-Ышбара хан, 6-й каган Гёктюрк (Небесных Тюрок) (581—587).
- Варахамихира, индийский астроном, математик и астролог.
- Давид Валлийский, епископ, просветитель и святой покровитель Уэльса.
- Дезидерий, галло-римский аристократ на службе у франков, герцог Аквитании (с 583).
- Колман Младший, король Миде (565—587).
- Мононобэ-но Мория, японский аристократ, глава клана Мононобэ, носивший титул о-мурадзи.
- Торэмен Апа-хан, хан аймака Або (581—587).